# Liga Nacional de Fútbol Primera División 2023-2024
La Liga Nacional de Fútbol Primera División 2023-2024, nota anche come Liga Puerto Rico 2023-2024, è stata la 5ª edizione della massima serie del campionato di calcio portoricano nella sua nuova versione. Il campionato è iniziato il 9 settembre e si è concluso il 26 maggio 2024.
La stagione è stata divisa in due tornei separati, l'Apertura 2023 e il Clausura 2024, con lo stesso formato e le stesse squadre partecipanti, entrambi vinti dall'Academia Quintana.

## Stagione

### Novità
Il campionato portoricano non prevede un sistema di promozioni e retrocessioni, per cui le squadre partecipanti sono le stesse otto dell'edizione 2022-2023.

### Formula
Le 8 squadre partecipanti giocheranno due distinti gironi di andata e ritorno, l'Apertura e il Clausura, ognuno da 7 giornate, e al termine di ognuno di essi le prime 4 classificate si qualificano per i play-off, che prevedono due turni a eliminazione diretta di sola andata per decretare la squadra campione del periodo.

## Squadre partecipanti
| Club              | Città    |
| ----------------- | -------- |
| Academia Quintana | San Juan |
| Bayamón           | Bayamón  |
| Caguas Sporting   | Caguas   |
| Don Bosco         | San Juan |
| Guayama           | Guayama  |
| Guaynabo Gol      | Guaynabo |
| Metropolitan FA   | Guaynabo |
| Puerto Rico Sol   | Mayagüez |

## Apertura

### Stagione regolare
|       | Pos. | Squadra           | Pt | G | V | N | P | GF | GS | DR  |
| ----- | ---- | ----------------- | -- | - | - | - | - | -- | -- | --- |
|       | 1.   | Metropolitan FA   | 21 | 7 | 7 | 0 | 0 | 34 | 6  | +28 |
|       | 2.   | Academia Quintana | 18 | 7 | 6 | 0 | 1 | 36 | 9  | +27 |
| [ 1 ] | 3.   | Guayama           | 13 | 7 | 4 | 1 | 2 | 18 | 25 | -7  |
| [ 1 ] | 4.   | Puerto Rico Sol   | 10 | 7 | 3 | 1 | 3 | 18 | 12 | +6  |
|       | 5.   | Bayamón           | 9  | 7 | 3 | 0 | 4 | 17 | 14 | +3  |
|       | 6.   | Caguas Sporting   | 5  | 7 | 1 | 2 | 4 | 15 | 21 | -6  |
|       | 7.   | Guaynabo Gol      | 3  | 7 | 1 | 0 | 6 | 5  | 40 | -35 |
|       | 8.   | Don Bosco         | 2  | 7 | 0 | 2 | 5 | 10 | 26 | -16 |

Legenda:
      Qualificata ai play-off.

### Play-off

#### Semifinali
| Squadra 1         | Risultato | Squadra 2       |
| ----------------- | --------- | --------------- |
| Metropolitan FA   | 3 - 2     | Bayamón         |
| Academia Quintana | 7 - 1     | Caguas Sporting |

#### Finale
| Squadra 1       | Risultato | Squadra 2         |
| --------------- | --------- | ----------------- |
| Metropolitan FA | 2 - 3     | Academia Quintana |

## Clausura

### Stagione regolare
|  | Pos. | Squadra           | Pt | G | V | N | P | GF | GS | DR  |
|  | ---- | ----------------- | -- | - | - | - | - | -- | -- | --- |
|  | 1.   | Academia Quintana | 19 | 7 | 6 | 1 | 0 | 20 | 3  | +17 |
|  | 2.   | Metropolitan FA   | 17 | 7 | 5 | 2 | 0 | 27 | 4  | +23 |
|  | 3.   | Puerto Rico Sol   | 12 | 7 | 4 | 0 | 3 | 16 | 18 | -2  |
|  | 4.   | Puerto Rico Surf  | 10 | 7 | 3 | 1 | 3 | 21 | 17 | +4  |
|  | 5.   | Bayamón           | 10 | 7 | 3 | 1 | 3 | 17 | 13 | +4  |
|  | 6.   | Caguas Sporting   | 10 | 7 | 3 | 1 | 3 | 20 | 17 | +3  |
|  | 7.   | Mayagüez          | 3  | 7 | 1 | 0 | 6 | 5  | 20 | -15 |
|  | 8.   | Guaynabo Gol      | 0  | 7 | 0 | 0 | 7 | 3  | 37 | -34 |

Legenda:
      Qualificata ai play-off.

### Play-off

#### Semifinali
| Squadra 1         | Risultato | Squadra 2        |
| ----------------- | --------- | ---------------- |
| Metropolitan FA   | 1 - 0     | Puerto Rico Sol  |
| Academia Quintana | 3 - 0     | Puerto Rico Surf |

#### Finale
| Squadra 1       | Risultato | Squadra 2         |
| --------------- | --------- | ----------------- |
| Metropolitan FA | 1 - 2     | Academia Quintana |